# Aquilina di Monteserico
Aquilina di Monteserico (1283 circa – 1335) è stata una nobildonna italiana, feudataria dell’attuale Genzano di Lucania e di Monteserico (un borgo scomparso nella prima metà del sec. XV di cui resta solo il Castello di Monteserico). È ricordata principalmente per aver fatto costruire negli anni 1321 e ss. sulla punta estrema del borgo genzanese un convento delle clarisse, che ha funzionato fino al 1905, e per aver lasciato un testamento, datato 14 aprile 1327, nel quale, fra l’altro, assegnava diversi legati a persone e a istituzioni religiose locali.

## Biografia
Incerti sono l’anno e il luogo di nascita. Quasi certamente nacque il 1283 ca in un paese dell’area Barletta-Andria-Trani, e non a Monteserico. Il padre si chiamava Raymundus de Montesericola e lei Aquilina de Montesericola o Monteselicola, come è menzionata tante volte nei documenti ufficiali. Ebbe di sicuro due sorelle: Isabella e Margarita. Nel 1298 sposò Arnao del Bosco cui dette una figlia (Iacoba Margarita). Nel 1301, rimasta presto vedova, si risposò con Guglielmo del Bosco dal quale ebbe una seconda figlia (Antonella Margarita). Guglielmo del Bosco diventò feudatario di Genzano il 1295 e nel 1308 anche di Monteserico (che allora era un altro paese). Dopo la sua morte, avvenuta il 1318, i due feudi passarono alla vedova Aquilina. Questa benemerita nobildonna (Domina e Nobilis Mulier erano i suoi appellativi), amata dai suoi sudditi, nel 1332-1333 si chiuse nel convento barlettano di S. Chiara, dove morì e fu sepolta nel 1335.

## Aquilina de Montesericola e Aquilina de Gentiano
Aquilina de Montesericola non va confusa con una Aquilina de Gentiano. Questa Aquilina de Gentiano, nata nel 1238-1240, figlia della contessa signora di Genzano e, quindi, forse anch’essa contessa, sposò in seconde nozze nel 1266 Pandolfo di Fasanella, feudatario di Genzano fino al 1283. Morto nel marzo 1283 Pandolfo di Fasanella, la moglie Aquilina de Gentiano si ritirò nel feudo di Ricigliano (SA), avuto come dodario da Pandolfo.
Pertanto, Aquilina di Monteserico non ebbe tre mariti, il primo dei quali sarebbe stato Pandolfo di Fasanella, a meno che non l’avesse sposato 17 anni prima di nascere, dato che lei nacque nel 1283 ca. È lecito pensare che Aquilina de Gentiano fosse una contessa come la madre. Aquilina de Montesericola, invece, è citata nei documenti ufficiali sempre o come nobilis mulier Aquilina o come Aquilina de Montesericola (Monteselicola), senza nessun altro titolo.

## Il fantomatico casato Sancia
A partire dagli ultimi decenni del sec. XIX, Aquilina di Monteserico è stata tramandata, sbagliando, come Aquilina Sancia. L’aggiunta di un fantomatico casato Sancia al nome di battesimo Aquilina è dovuta a un errore visivo di un copista del Testamentum Aquilinae, redatto il 14 aprile del 1327 e più volte ricopiato nei secoli successivi.
Qui sotto ne sono riportati alcuni stralci aggiungendovi la traduzione in italiano e i numeri al margine sinistro indicanti i paragrafi e aventi lo scopo di rendere più facili le citazioni. Come si può notare subito, solo all’inizio la testatrice è chiamata col suo nome completo (Aquilina de Montesericola), mentre poi è detta una volta ipsa domina Aquilina [Testamentum, 8, 72] e altre volte genericamente ipsa domina (la stessa Signora), eccetto nel paragrafo 12.

## Testamentum Aquilinae
4    In nomine domini nostri Iesu Christi. Amen. Anno ab incarnatione eiusdem millesimo vicesimo
    septimo, regnante domino nostro, domino Roberto […] mense aprilis, die decimo quarto […]
```
   In nome del Signore nostro Gesù Cristo. Amen. Anno 1327 della sua incarnazione, regnando il Signore
```

```
   nostro, don Roberto […] il 14 di aprile […]
```

5    Nos Andreas Lapsus dictae terrae Gentiani iudex, Mattheus de magistro Bartholo, publicus
    Basilicatae notarius, et testes subscripti, specialiter vocati et rogati, praesenti scripto publico
    notum facimus et testamur quod praedicto die nobilis mulier, domina Aquilina de Monte
    Sericola […] nos vocare fecit per suum specialem nuncium [… per ascoltare le sue volontà  
    testamentarie …]
```
   Noi Andrea Lapso giudice di detta Terra di Genzano; Matteo di mastro Bartolo, pubblico notaio di
```

```
   Basilicata, e i testimoni sottoscritti, particolarmente invitati e pregati, con la presente scrittura pubblica
```

```
   facciamo noto e attestiamo che nel predetto giorno la nobile Signora, donna Aquilina di Monte Serico
```

```
   […] ci ha fatto chiamare per mezzo del suo messaggero particolare [… per ascoltare le sue volontà
```

```
   testamentarie…]
```

6    In primis ipsa domina […] sibi haeredem instituit damicellam Iacobam Margaritam, suam filam,
    consortem magnifici iuvenis Roberti de Sancto Severino […]
```
   E innanzitutto la Signora appunto […] ha istituito come sua erede la damigella Giacoma Margherita, sua
```

```
   figlia, consorte del magnifico giovane Roberto Sanseverino […]
```

7    In primis voluit et mandavit quod sepeliatur corpus suum in ecclesia Sanctae Clarae de Barulo
    in sepulcro illo [… segue un lungo elenco di legati].
```
   Come prima cosa ha voluto e ordinato che il suo corpo venga seppellito nella chiesa di Santa Chiara in
```

```
   Barletta in quel sepolcro [… segue un lungo elenco di legati].
```

10 Voluit et mandavit quod […]. Item voluit et mandavit quod [… e segue un altro elenco di legati].
```
   Ha voluto e ordinato che […]. Similmente ha voluto e ordinato che […segue un altro elenco di legati].
```

12 Voluit autem ipsa domina excellentissima Sancia quod aliquod aliud testamentum, per ipsam
    dominam ordinatum pro temporibus retro lapsis, apparet pro casso et irrito habeatur […]
```
   Ha voluto poi la stessa signora eccellentissima 
Sancia
 che qualunque altro testamento, ordinato dalla
```

```
   stessa signora nei tempi precedenti passati, appaia sia considerato cancellato e di nessun valore […]
```

A questo punto il copista, distrattosi, si è lasciato ingannare dalla parola Sanciam di alcune righe successive, che però riguardava la regina, mentre qui si tratta sempre dell’ipsa domina = Aquilina. Pertanto, sulla pergamena originaria doveva trovarsi semplicemente ipsa domina excellentissima oppure ipsa domina oppure ipsa domina excellentissima Aquilina.
13  Item constituit, ordinavit et fecit epitropos, seu distributores et executores sui praedicti testamenti,
    serenissimam dominam Sanciam, dei gratia Hierusalem et Siciliae reginam; et
    excellentissimam dominam filiam suam, inclytam Mariam, Ducissam Calabriae [… seguono i
```
   nomi di altre cinque personalità scelte come esecutori testamentari].
```

```
   Similmente ha costituito, ordinato e creato come curatori, ovvero distributori ed esecutori del suo
```

```
   predetto testamento, la serenissima signora Sancia, per grazia di Dio regina di Gerusalemme e di Sicilia;
```

```
   l’eccellentissima signora sua figlia, l’inclita Maria, duchessa di Calabria [… seguono i nomi di altri cinque
```

```
   personaggi scelti come esecutori testamentari].
```

L’errata comparsa della parola Sancia (ribadisco Sancia e non Aquilina Sancia) in una copia del testo latino originario indusse Venceslao Salluzzi a porre questo titolo alla sua traduzione in italiano effettuata nel 1875 e rimasta manoscritta: “Testamento / del 24 Aprile dell’anno 1327 / di / Aquilina Sancia / Principessa di Monteserico / Vedova del Duca Guglielmo del Bosco”. Ho scritto in grassetto le quattro inesattezze presenti nel titolo: la data del testamento è il 14 aprile (non il 24), Aquilina non si chiamava Sancia e non era una principessa, Guglielmo del Bosco era un cavaliere (non un duca). La traduzione del Salluzzi, maestro normale e in seguito ispettore scolastico di 4ª classe, ritenuto un valente latinista, fu inserita da Ettore Lorito in appendice alla sua cronografia di Genzano. L’errore si è diffuso ampiamente giungendo fino a noi, anche a causa di un libriccino di Canio Cherubino.
Va pure detto che non è mai esistito, almeno fino al sec. XIX, un casato Sancia. Inoltre, Aquilina de Montesericola non era né una sorella della regina Sancia (ma soltanto una sua dama di compagnia, quando stava a Napoli) né una nobile spagnola: non esiste nell’onomastica spagnola del tempo il nome ‘Aquilina’.
De Montesericola era quasi certamente il cognome del padre di Aquilina, delle due sorelle (Isabella, Margarita) e della sua familia.
Perciò, non significa per forza che Aquilina fosse nativa di Monteserico. È più verosimile che sia nata a Barletta o in qualche paese vicino. Infatti il nome femminile Aquilina, oggi scomparso, allora era molto diffuso a Barletta e dintorni. Ecco alcune donne chiamate così: Aquilina figlia di Risulo e moglie di Riccardus Firlingerius, Aquilina vedova di Iacobus de Urdica, Aquilina de Stella di Barletta. Invece, fra le tante donne di Genzano e di Monteserico citate nel Testamentum non c’è nessuna che si chiami Aquilina.

## Aquilina di Monteserico e Bona Sforza
Aquilina de Montesericola fu feudataria di Genzano e di Monteserico (che allora erano due feudi separati: oggi il Monteserico è parte integrante del territorio di Genzano di Lucania). Anche Bona Sforza, nata a Vigevano il 1494 e morta a Bari il 1557, fu signora di Monteserico, perché questo faceva parte del ducato di Bari.
Le due signore lasciarono entrambe un buon ricordo nella popolazione genzanese, che col tempo le confuse, fino a chiamare a volte Aquilina “Aquilina Sancia Bonasforza, sorella della regina Apollonia”. In questa espressione ci sono diversi errori: innanzitutto non è mai esistita nella storia europea e mondiale una regina di nome Apollonia; inoltre, regina Apollonia (o Apolonia, in certi testi ottocenteschi) scaturisce da una probabile “regina di Polonia” riferita, quindi, a Bona Sforza (ex regina di Polonia che, rimasta vedova, si ritirò a Bari il 1556), confusa con Aquilina di Monteserico.

## Morte di Aquilina
Aquilina di Monteserico si chiuse nel convento barlettano di S. Chiara (e non in quello genzanese) forse nel 1332, dopo la scomparsa (avvenuta il 23 ottobre 1331) della duchessa di Calabria Maria di Valois, di cui era dama di compagnia e a cui era molto affezionata.
Aquilina il 27 dicembre 1335 era già morta almeno da qualche mese, come si deduce da una pergamena datata 27 dicembre 1335, proveniente dalla cattedrale di Barletta.